# Rafael Díez Usabiaga
Rafael Díez Usabiaga, també conegut com a Rafa Díez, (Lasarte-Oria, 21 d'agost de 1956) és un sindicalista basc, secretari general de Langile Abertzaleen Batzordeak (LAB), únic sindicat amb presència a País Basc, Navarra i Iparralde.
Treballador de l'empresa Michelin, es va iniciar molt jove en el sindicalisme, unint-se a les estructures de LAB pràcticament des dels seus inicis. Ja a la dècada de 1980 s'incorpora a la direcció del sindicat, que en aquest moment s'exercia de forma col·legiada i en el III congrés, celebrat al març de 1992 en Leioa (Biscaia) és nomenat coordinador general de LAB. Posteriorment, en el IV congrés, celebrat a l'abril de 1996 en el mateix escenari, passa a ocupar el càrrec de secretari general, sent reelegit en el V Congrés (Sant Sebastià, 2000) i en el VI congrés (Pamplona, 2004).
Segons els estatuts de la central obrera, en el pròxim congrés, previst per a 2008, haurà de deixar el seu càrrec. Díez ha ocupat a més labors com parlamentari abertzale a les llistes d'Herri Batasuna, tant en el Congrés dels Diputats d'Espanya com en el Parlament Basc de Vitòria a les eleccions al Parlament Basc de 1984. Considerat com una persona de gran influència en l'esquerra abertzale, va assistir com assessor a les converses d'Alger entre el Govern espanyol i ETA en la primavera de 1989, en el que fou el primer intent de negociació entre l'Estat espanyol i l'organització armada basca. Després de la il·legalització de Batasuna en 2002, en virtut l'aplicació de la Llei de Partits espanyola, LAB és l'única organització important del Moviment d'Alliberament Nacional Basc que roman en la legalitat.
Usabiaga va ser citat com un dels participants en els contactes no oficials mantinguts entre l'esquerra abertzale i el Partit Socialista Obrer Espanyol (PSOE) a fi d'obrir un procés de diàleg després de la declaració alto el foc permanent per part d'ETA al març de 2005. El 30 de desembre de 2006, l'atemptat de la Terminal 4 de Barajas, mitjançant la col·locació de bombes a l'aeroport de Madrid, va suposar la ruptura de facto de l'alto el foc. El 17 de gener de 2007, Usabiaga va afirmar: "amb bombes no hi ha procés". També va subratllar que amb "lleis d'excepció", la "persecució" de l'esquerra abertzale o polítiques penitenciàries basades "en la venjança", tampoc. Va afegir que el procés només es construirà sobre les bases de les condicions democràtiques i la no-violència.
L'octubre de 2009 fou detingut per, segons l'aute judicial, intentar reconstruir Batasuna mitjançant Bateragune, un òrgan de coordinació de l'esquerra abertzale que estaria vinculat a ETA. Per aquests fets, el setembre de 2011, l'Audiència Nacional el va condemnar a 10 anys de presó, en considerar que exercia, juntament amb Arnaldo Otegi, la "suprema categoria de responsable i promotor del grup [Bateragune]", grup que el tribunal qualificà com a "receptor d'ordres" d'ETA. Abans de la sentència, l'abril de 2010, Díez va estar en llibertat sota fiança per a tenir cura de la seva mare pel seu estat crític de salut, però tres dies després de dictada la mesura va haver de tornar a la presó.
El maig de 2012, el Tribunal Suprem li rebaixà la condemna a sis anys i mig de presó, en considerar que no hi havia cap argument sòlid per a considerar-los dirigents d'ETA, i va descartar la seva participació a Bateragune, òrgan vinculat a Ekin. La sentència no fou unànime, ja que tres dels jutges del tribunal validaren la sentència i altres dos emeteren vots particulars, un partidari de la lliure absolució i un altre anul·lant el judici. Va ser posat en llibertat el 17 d'agost de 2017.